# Поколение '27
Поколение '27 (на испански: Generación del 27) е група испански поети, които придобиват известност между 1923 и 1927 година и играят водеща роля в испанската литература в Междувоенния период.
Обединени от желанието да експериментират с авангардни форми в поезията, те провеждат първото си официално събиране в Севиля през 1927 година, отбелязвайки тристагодишнината от смъртта на бароковия поет Луис де Гонгора, когото смятат за свой идеен предшественик. Важна роля за развитието на движението изиграва списанието „Гасета Литерария“. Ядрото на групата включва Хорхе Гилен, Педро Салинас, Рафаел Алберти, Федерико Гарсия Лорка, Дамасо Алонсо, Херардо Диего, Луис Сернуда, Висенте Алейксандре, Мануел Алтолагире, Емилио Прадос.